# Thines (Fluss)
Die Thines  (eigentlich: Rivière de Thines) ist ein kleiner Gebirgsfluss in Frankreich, der im Département Ardèche in der Region Auvergne-Rhône-Alpes verläuft. Sie entspringt in den Cevennen, im Gemeindegebiet von Montselgues, unter dem Namen Ruisseau de Chaptines, entwässert generell in südlicher Richtung durch den Regionalen Naturpark Monts d’Ardèche und mündet nach rund 15 Kilometern im Gemeindegebiet von Malarce-sur-la-Thines als linker Nebenfluss in den von der Barrage von Malarce aufgestauten Chassezac.

## Orte am Fluss
- Chaptines, Gemeinde Montselgues
- Thines, Gemeinde Malarce-sur-la-Thines